# 日里奇
51°41′5″N 24°24′32″E / 51.68472°N 24.40889°E
日里奇（烏克蘭語：Жиричі）是位於烏克蘭西部沃倫州裏科韋利區的村莊，始建於1565年，面積4.67平方公里，海拔高度155米，2001年人口2,292，人口密度每平方公里490.79人。